# وادي محي الدين (ملحان)

تعديل مصدري - تعديل

وادي محي الدين هي إحدى قرى عزلة بدح بمديرية ملحان التابعة لمحافظة المحويت، بلغ تعداد سكانها 270 نسمة حسب تعداد اليمن لعام 2004.